# Acalolepta niasica
Acalolepta niasica är en skalbaggsart som beskrevs av Stefan von Breuning 1969. Acalolepta niasica ingår i släktet Acalolepta och familjen långhorningar. Inga underarter finns listade i Catalogue of Life.